# Sentier de grande randonnée 132
Le sentier de grande randonnée 132 (GR 132) est un sentier de randonnée français qui traverse les départements du Loiret (Centre Val de Loire) et de l'Yonne (Bourgogne-Franche-Comté).
Le sentier relie le GR 13 passant à Griselles (Loiret) au GR 213 passant à Chaumot (Yonne).

## Parcours
Le GR 132 suit de près le cours de la Cléry de Griselles à Courtenay. Il franchit ensuite la ligne de partage des eaux sur le plateau et se dirige vers le sénonais par Piffonds et Chaumot.
Dans le Loiret, il traverse les communes de Griselles, Saint-Loup-de-Gonois, Courtemaux, La Selle-sur-le-Bied, Saint-Loup-de-Gonois,  Courtemaux, Chantecoq, Saint-Hilaire-les-Andrésis et Courtenay. 

Dans l'Yonne il passe par les communes de Piffonds et Chaumot.
Son altitude la plus élevée, 194 mètres, est atteinte dans le bourg de Piffonds. Son point le plus bas est en début de parcours côté Griselles.
Le GR 11 permet également de le prolonger en faisant une grande boucle.

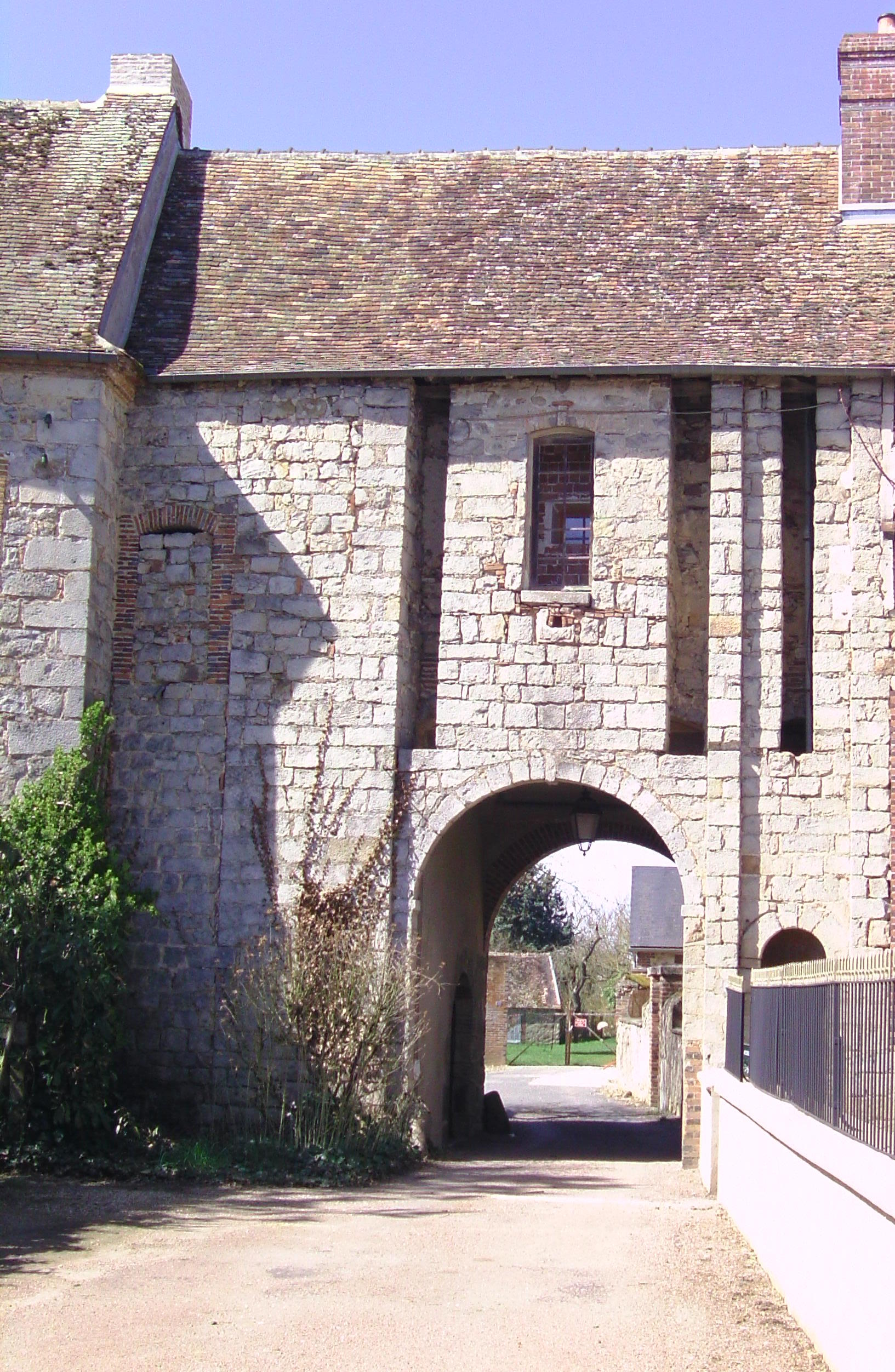
Château de Piffonds